# Sidstation

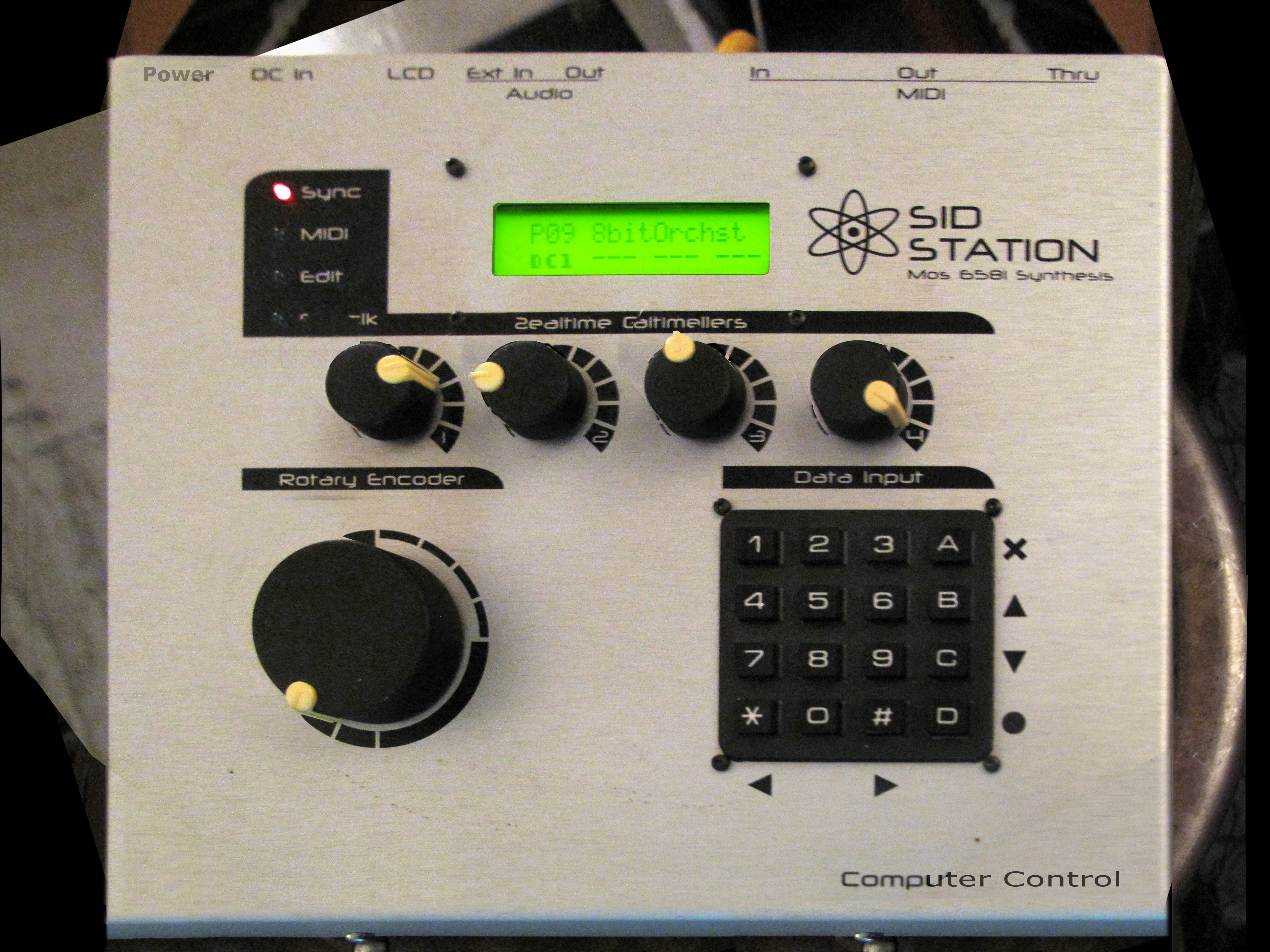
En Elektron SidStation

SidStation är en synthesizer utvecklad av det svenska företaget Elektron 1999. Synten bygger på den ljudkrets som användes i hemdatorn Commodore 64 för att generera ljud. Ljudkretsen heter MOS 6581 men kallas även SID. Instrumentet kan styras via ett MIDI-interface.
2003 slutade Sidstation tillverkas då SID-chippen tagit slut, men 2005 uppgav Elektron att de fått tag på ytterligare 100 chip.[källa behövs]

## Producenter som använt SidStation
- Timbaland
- auto-auto
- Zombie Nation